# السيرم. فيسفسفاريا
15 سبتمبر 1861 - 12 أبريل 1962 م كان مهندس هندى، باحث، رجل دولة، و 19 ديوان من ميسور، الذي خدم من 1912 إلى 1919. حصل على أعلى وسام الهند، بهارات راتنا، في عام 1955. كان فارس نايت فارس. قائد الإمبراطورية البريطانية الهندية (KCIE) للملك جورج الخامس لمساهماته في الصالح العام. 15 سبتمبر يحتفل به يوم المهندس في الهند في ذاكرته. وهو يحظى باحترام كبير كمهندس بارز في الهند. وهو يعتبر المهندس الرئيسي المسؤول عن تشييد سد كريشنا راجا ساغارا في الضاحية الشمالية الغربية لمدينة ميسورو، على الرغم من أن مساهمته كانت ضئيلة للغاية ومهندسة رئيسية في نظام الحماية من الفيضانات في مدينة حيدر أباد.السنوات المبكرة وُلد موكشاغوندام فيشويشفارايا في 15 سبتمبر 1861 في عائلة براهين متكلمة بلغة التولوغو تنتمي إلى الفرع الفرعي Mulukanadu والطائفة Smartha. كان والده، موكشاغوندام سرينيفاسا ساستري، مدرسًا ومعلمة سنسكريتية معروفة، في حين كانت والدته، فينكاتالاكشاما، ربة منزل. ولد Visvesvaraya في قرية Muddenahalli (التي تقع الآن في مقاطعة Chikkaballapura ، ولكن جزء من منطقة كولار في وقت ولادته) في ولاية ميسور الأميرية (كارناتاكا الآن)، الهند.
فقد فيسفسفارايا والده في سن الثانية عشرة. وقد التحق بمدرسة ابتدائية في تشيكابولابور والمدارس الثانوية في بنغالور. في عام 1881، حصل على درجة البكالوريوس من الكلية المركزية، بنغالور (التي كانت تابعة لاحقاً لجامعة مدراس)، وهو إنجاز نادر في الهند في تلك الحقبة. ثم التحق في كلية الهندسة، بيون. حصل على LCE (Licenciate in Civil Engineering) أي ما يعادل DCE (دبلوم في الهندسة المدنية) من جامعة بومباي التي كانت تابعة لكلية الهندسة.
مهنة
حصل Visvesvaraya على وظيفة مع الأشخاص ذوي الإعاقة في بومباي وتمت دعوته لاحقًا للانضمام إلى لجنة الري الهندية. قام بتطبيق نظام معقد للغاية للري في ديكان.
قام بتصميم وحصل على براءة اختراع نظام من فيضانات المياه الأوتوماتيكية التي تم تركيبها لأول مرة في عام 1903 في خزان خاداكفاسلا بالقرب من بيون. تم توظيف هذه البوابات لرفع مستوى تخزين الفيضان في الخزان إلى أعلى مستوى من المحتمل أن يتم تحقيقه دون التسبب في أي ضرر للسد. واستنادا إلى نجاح هذه البوابات، تم تركيب نفس النظام في سد تيجرا في سد جواليور وكريشنا راجا ساغارا في مانديا / ميسور، كارناتاكا.
في 1906 - 1907، أرسلته حكومة الهند إلى عدن لدراسة إمدادات المياه وشبكات الصرف الصحي. تم تنفيذ المشروع الذي أعده في عدن بنجاح.
حققت Visvesvaraya وضع المشاهير عندما صمم نظام الحماية من الفيضانات لمدينة حيدر أباد. كان له دور أساسي في تطوير نظام لحماية ميناء فيساخاباتنام من التعرية البحرية.. هذا السد خلق أكبر خزان في آسيا عندما تم بناؤه. أعطى Visvesvaraya له المشورة التقنية القيمة لموقع Mokama بريدج فوق الجانج في بيهار. في ذلك الوقت، كان عمره أكثر من 90 عامًا.
كان يسمى «والد دولة ميسور الحديثة». خلال خدمته مع حكومة ولاية ميسور، كان مسؤولاً عن تأسيس (تحت رعاية حكومة ميسور) مصنع ميسور للصابون، مختبر الطفيليات، ورشة ميسور للحديد والصلب (المعروفة الآن باسم فيسفيسفارايا للحديد والصلب المحدودة) في بهادرافاتي، Sri Jayachamarajendra Polytechnic، Bangalore، Bangalore Agricultural University، State Bank of Mysore، Century Club، Mysore Chamber of Commerce (المعروفة حاليًا باسم اتحاد غرف التجارة والصناعة في كارناتاكا (FKCCI)، الغرفة التجارية العليا في كارناتاكا، جامعة Visvesvaraya College of الهندسة بنغالور والعديد من المشاريع الصناعية الأخرى: شجع الاستثمار الخاص في الصناعة خلال فترة عمله في ديوان ميسور، وكان له دور فعال في رسم خطة لبناء الطرق بين تيرومالا وتروباتي.
كان معروفًا بإخلاصه، وإدارة الوقت، والتفاني في سبيل القضية. أنشئت بانجالور برس وبنك ميسور خلال فترة ولايته. جزء مهم جدا من طبيعته كان حبه للكانادا. قام بتأسيس كاندا باريداته لنهضة الكانادا. أراد أن يتم عقد ندوات لعشاق الكانادا وإجراءها في الكانادا نفسها.
من المعروف أن Visvesvaraya قد صممت وخططت لمنطقة جاياناجار بأكملها في جنوب بنغالور. تم تأسيس مؤسسة جاياناجار في عام 1959. وكانت واحدة من أولى الأحياء المخطط لها في بنغالور، وفي ذلك الوقت، كانت الأكبر في آسيا. ويعتقد أن المنطقة، التي صممها Visvesvaraya ، هي واحدة من أفضل التخطيطات المخطط لها في آسيا.
الجدول الزمني الوظيفي
انضم إلى الخدمة كمهندس مساعد في بومباي، 1885 ؛ خدم في ناسيك، Khandesh و Pune
خدمات أقيمت لبلدية سوكور في السند، 1894: صممت ونفذت أعمال المياه لتلك البلدية، 1895
مهندس تنفيذي، سورة، 1896 ؛
مساعد مهندس الإشراف، بيون، 1897-1999 ؛ زار الصين واليابان، 1898
مهندس تنفيذي للري، بيون، 1899
مهندس صحي، بومباي، عضو، مجلس صحي، 1901 ؛ قدمت أدلة أمام لجنة الري الهندية، 1901
بوابات أوتوماتيكية صممت وصنعت ببراءة اختراعه في خزان بحيرة فايف للتخزين. أدخلت نظامًا جديدًا للري عُرف باسم «نظام البلوك»، 1903 ؛ مثلت حكومة بومباي في لجنة الري في شيملا، 1904 ؛ في مهمة خاصة، 1905
مهندس الإشراف، 1907 ؛ زار مصر وكندا والولايات المتحدة الأمريكية وروسيا عام 1908
خدمات أقرضت كمستشار هندسي، حيدر أباد، للإشراف والقيام بأعمال هندسية متعلقة بفيضانات موسي، 1909
تقاعد من الخدمة البريطانية، 1909
كبير المهندسين وسكرتير حكومة ميسور، 1909
Dewan of Mysore، PWD and Railway، 1913
مجلس إدارة Tata Steel، 1927–1955
ديوان ميسور
تمثال نصفي من فيس